# Aulë
Aulë ˈau̯le és, en la mitologia de J. R. R. Tolkien referida a la Terra Mitjana, un Vala. Els nans l'anomenen Mahal que significa El Gran. És el marit de Yavanna, creador de les formes d'Arda.
Impacient per l'arribada dels fills d'Eru sobre la Terra Mitjana, Aulë creà els nans segons imaginava com serien aquells. Eru no permeté que els nans fessin aparició sobre la Terra Mitjana abans que els seus primogènits, els elfs i per això els mantingué en letargia després que Aulë penedit, els hi oferís i Eru els adoptés com a fills propis.
Quan els elfs arribaren a Valinor, els Noldor esdevingueren els seus deixebles en l'art de forjar, i Fëanor el seu alumne privilegiat. Així fou com pogué crear les joies més preuades: els Silmarils.